# Stagira
Stagira (starogrško Στάγειρα, Stágeira ali Στάγειρος, Stágeiros) je grška vasica, ki leži v slikoviti planoti na polotoku Chalcidice, in stoji ob vznožju hriba Argirolofos. 
Rojstni kraj Aristotela stoji nekaj kilometrov južno od antične Stageire. Tam mu še vedno stoji kip z njegovo podobo. V bizantinskih časih, je bil imenovan Stagira Siderokafsia (slovenjeno: plavž). V današnji vasi je približno 500 prebivalcev, vendar tudi z sosednjo vasjo Stratoniki, s katero se Stagira dejansko združuje, prebivalstvo poveča na okoli 1500. Osrednja cerkev je bila zgrajena leta 1814.V njej se je rodil tudi slavni filozof Aristotel.